# James Gillett
James Norris Gillett, född 20 september 1860 i Viroqua, Wisconsin, död 21 april 1937 i Berkeley, Kalifornien, var en amerikansk republikansk politiker.
Han studerade juridik i Wisconsin och flyttade 1883 till Eureka, Kalifornien. Han var ledamot av USA:s representanthus 1903-1906 och guvernör i Kalifornien 1907-1911. 